# Santuario della Madonna del Bosco (Ozegna)
Il Santuario della Madonna del Bosco è un luogo di culto cattolico seicentesco, situato a Ozegna, in provincia di Torino. Appartiene alla Diocesi di Ivrea.

## Storia del Santuario
Il santuario della Madonna del Bosco e l'ex convento francescano a esso connesso formano un complesso di edifici che sorge a circa due chilometri dal centro abitato di Ozegna (TO), in una zona leggermente distaccata dalla Strada Statale 460, ma non isolata e facilmente raggiungibile.
È stato edificato sul luogo dove, il 21 giugno 1623, il ragazzo Giovanni Guglielmo Petro avrebbe avuto un'apparizione della Madonna, dopo la quale guarì da una grave forma di afasia che gli impediva di parlare. Dopo vari interrogatori (non solo al ragazzo ma ai suoi congiunti e alle autorità ozegnesi che dovevano garantire che non si trattava di una simulazione), la gerarchia ecclesiastica diede l’autorizzazione alla costruzione di un santuario. La realizzazione dell'edificio principale e della cappella, dove si sarebbe verificata la seconda apparizione (nella stessa giornata e poco tempo dopo la prima), avvenne nell'arco di circa due anni.
Il terreno era stato donato dai proprietari, i Conti di San Martino, signori del feudo. Si aggiunse al santuario un convento, e l'intero complesso venne donato (con apposito atto notarile nel 1625) ai Padri Riformati di San Francesco, che ne dovevano avere cura. Questi si occuparono di abbellire l'interno della chiesa, sistemandovi tre altari lignei. La consacrazione della chiesa (già aperta al culto) avvenne solo nel 1662, con l'intervento di Mons. Giovanni Battista di San Martino, vescovo di Losanna. 
Santuario e convento divennero centro della vita religiosa, e non solo, della zona, perché i frati francescani provvedevano ai bisogni spirituali degli ozegnesi e degli abitanti dei paesi vicini e, in caso di necessità dovute o a cause naturali (carestie, ecc.) o politiche (ad esempio, il passaggio di truppe francesi, dirette verso lo Stato di Milano, durante la guerra di successione polacca, che dovevano essere rifornite dalla popolazione), i frati cercavano di alleviare i disagi fornendo ceste di verdure coltivate nell'orto del convento.
Il complesso venne chiuso nel 1802, in seguito all'ordinanza napoleonica che sopprimeva gli ordini religiosi e alienava i beni in loro possesso vendendoli a privati.  Solamente nel 1873 il parroco don Lorenzo Coriasso riscattò il santuario e parte del convento, pagando di tasca sua e cedendolo poi alla parrocchia ozegnese. La chiusura, l'allontanamento dei frati e il passaggio a privati ha purtroppo determinato la perdita della quasi totalità dei documenti relativi al santuario, che erano custoditi nella biblioteca del convento.

## Descrizione
Sotto l'aspetto architettonico, la chiesa (che ha una pianta a croce greca) è ancora ispirata alle forme e ai volumi rinascimentali con riferimento ai modelli palladiani, ma all'interno il legame con il movimento del Barocco, allora ancora nella fase iniziale ma che già si stava diffondendo e imponendo in tutti i campi artistici, è evidentissimo soprattutto nei grandi altari lignei. 
Non avendo documenti relativi ai vari progetti, non si può risalire al nome dei progettisti o degli esecutori. Esperti hanno formulato l'ipotesi che la parte di ebanisteria possa essere opera di intagliatori originari della Val Camonica. Scenografico risulta l'altare maggiore, che si differenzia da quello delle altre chiese barocche di epoca successiva, perché forma quasi un'iconostasi che separa la parte dedicata al culto da quella posteriore (un tempo coro, in cui sono ancora conservati alcuni grandi pannelli riportanti i versi di alcuni Salmi su rigo musicale). Colonne a tortiglione, cariatidi, decorazioni in rilievo ispirate alla simbologia biblica (i tralci di vite, i frutti del melograno) e altre create dalla fantasia dell'intagliatore ornano l'intera superficie dell'altare al centro del quale, in una nicchia, è posta l'effige di Maria eseguita secondo le indicazioni fornite, a suo tempo, dal ragazzo Guglielmo Petro. 
Originariamente era un gruppo ligneo comprendente anche due angeli e la figura del ragazzo stesso. ma questi elementi sono stati trafugati, in due momenti successivi, negli anni '70 del XX secolo. Di fianco alla nicchia contenente la statua della Madonna, ci sono due dipinti raffiguranti san Giuseppe e san Lorenzo. Al culmine vi è una raffigurazione antropomorfa di Dio Padre che si china verso Maria, e un cartiglio contenente la scritta (in latino) "Questa è colei che ho amato", due statue di angeli musicanti e lo stemma dei Francescani.
Gli altari laterali sono più piccoli ma forse persino più raffinati nell'esecuzione. È possibile che le pale d'altare siano state eseguite da qualche confratello esperto di pittura. Particolare interesse suscita la pala dell'altare laterale destro, che rappresenta la visione di Gesù Bambino a Sant'Antonio di Padova. Come soggetto, impostazione e composizione richiama in modo sorprendente quella conservata presso la chiesa di Santa Maria degli Angeli a Torino, eseguita dal pittore di Corte, Caravoglia, nel 1653. Non è da escludere che il pittore locale abbia potuto vedere il dipinto torinese (anche quella chiesa era ed è affidata a Frati Francescani), o si sia formato alla scuola del pittore citato.
L'altare di sinistra è dedicato alla Passione di Cristo. La pala rappresenta una Pietà, mentre sulle colonne che inquadrano il dipinto le decorazioni in rilievo riproducono i simboli della Passione. Nei muri perimetrali, a metà altezza, ci sono tre nicchie in cui sono poste statue lignee policrome, a grandezza naturale, di altrettanti santi francescani.
Da una piccola porta che si apre nel corridoio che dall'altare di sinistra porta alla sacrestia, scendendo lungo una scala abbastanza ripida, si accede alla cripta in cui venivano inumati i frati, i cui resti però sono stati rimossi agli inizi degli anni '80 del secolo scorso.
Le decorazioni parietali e della volta (medaglioni illustranti alcuni Misteri Gaudiosi e Gloriosi) sono state eseguite solamente agli inizi del XX secolo da parte del pittore Boggio di San Giorgio Canavese, coadiuvato dal decoratore Valponte; inizialmente le pareti erano affrescate con un colore bianco–azzurro.
Ultimamente, un presepio monumentale in terracotta, che era depositato in un locale di passaggio tra la chiesa e l'ex convento, è stato restaurato, per decisione del "Lions Club Alto Canavese", e allestito nella ex sacrestia con una scenografia che si ispira alla pittura barocca, in modo che ci sia continuità con il resto dell'edificio.
Il santuario è aperto al culto (si officia in esso nel mattino della domenica, nel periodo estivo). È sempre parzialmente visibile tutto l'anno: si può accedere nella parte d'ingresso, sotto la balconata del coro, chiusa da una cancellata di ferro battuto, posta nel 1921 in seguito a un tentativo di furto.
Il convento (trasformato parte in cascina e parte in abitazione civile) appartiene a privati ed è attualmente diviso in due parti. La struttura interna non è stata alterata (o solo in minima parte) per cui sono ben visibili le celle dei frati, il refettorio, una loggia porticata al termine della quale c'è un affresco raffigurante Cristo morto sorretto da due angeli.
Alla famiglia che possedeva il convento tra fine '800 e i primi decenni del '900, apparteneva l'ingegner Giacomo Matté Trucco, ideatore e realizzatore del complesso del Lingotto di Torino. Diventato cittadino ozegnese, aveva scelto il convento come residenza per i momenti di riposo e lì si era ritirato con la moglie al termine della sua carriera lavorativa. Nel convento ha sperimentato, per alcune modifiche alla parte rustica, l'uso del cemento armato e della struttura modulare a cubo, utilizzati in larga scala nel progetto del Lingotto; esiste anche il prototipo di una scala a gradini sfalsati (qui destinata a facilitare l'accesso dei contadini trasportanti dei carichi al piano superiore di un fienile), ripetuta all'interno della palazzina dirigenziale sempre al Lingotto.

### Fonti d'archivio
- Copia fotostatica dei Verbali di suggellamento della libreria e di tutti gli effetti, titoli e carte appartenenti al Convento dei Francescani del comune di Ozegna. (Documento originale conservato nell’Archivio storico del Comune di Ozegna – Sezione prima: Ordinati).
- Archivio parrocchiale di Ozegna – Copie manoscritte della deposizione giurata di Giovanni Guglielmo Petro riguardo all’apparizione della Madonna nella località Goritti di Ozegna.
- Archivio parrocchiale di Ozegna – Scavarda don A. “Ristretto dell’origine della divozione e fondazione della Chiesa e Convento della Madonna di Ozegna” Torino (1723).
- Archivio parrocchiale di Ozegna – “Registro delle entrate e delle spese fatte a favore della chiesa del già convento e fabbricato annesso dal pievano don Coriasso a principiare dal giorno 4 ottobre 1873”.
- Archivio parrocchiale di Ozegna - Coriasso don L. (a cura di) - Raccolta di documenti relativi al Santuario della Madonna del Bosco.
- Archivio parrocchiale di Ozegna – Boggio don G. Archivio parrocchiale di Ozegna “Eugenia sacra” manoscritto 1898.